# Grand Prix-wegrace van België 1954
De Grand Prix-wegrace van België 1954 was de vierde Grand Prix van het wereldkampioenschap wegrace in het seizoen 1954. De races werden verreden op 4 juli op het Circuit de Spa-Francorchamps nabij Malmedy. In België kwamen drie klassen aan de start: 500 cc, 350 cc en de zijspanklasse.

## Algemeen
Dat Moto Guzzi na de mislukte TT van Man haar team tijdens de Ulster Grand Prix had teruggetrokken, leek zich uit te betalen. Ken Kavanagh, Fergus Anderson en Enrico Lorenzetti presteerden goed in de 350cc-race. Die race werd overschaduwd door de dood van Gordon Laing, een persoonlijke vriend van Kavanagh, die in Ulster hoge ogen had gegooid. Het weerhield Kavanagh er niet van om in de 500cc-race een topprestatie neer te zetten met de Moto Guzzi Quattro Cilindri. MV Agusta leek het voorbeeld van Moto Guzzi te volgen: het hele team bleef in Italië.

## 500cc-klasse
In de 500cc-race was Geoff Duke oppermachtig, terwijl zijn grootste concurrent Ray Amm uitviel. Nu werd Ken Kavanagh met zijn Moto Guzzi Quattro Cilindri tweede, maar hij had ruim een minuut achterstand. Toch was het voor de slecht presterende viercilinder van Moto Guzzi een uitstekend resultaat. Derde werd de Belg Léon Martin, nog voor de fabrieks AJS E95 van Bob McIntyre. Geoff Duke nam in de WK-stand nu een behoorlijke voorsprong op Ray Amm en Pierre Monneret.
| Pos | Coureur        | Merk       | Tijd      | Punten |
| --- | -------------- | ---------- | --------- | ------ |
| 1   | Geoff Duke     | Gilera     | 1:12"03'8 | 8      |
| 2   | Ken Kavanagh   | Moto Guzzi | +1"12'2   | 6      |
| 3   | Léon Martin    | Gilera     | +1"58'1   | 4      |
| 4   | Bob McIntyre   | AJS        | +2"24'3   | 3      |
| 5   | Keith Campbell | Norton     | +1 ronde  | 2      |
| 6   | Peter Murphy   | Matchless  | +1 ronde  | 1      |
| 7   | Jack Ahearn    | Norton     | +1 ronde  |        |
| 8   | Harold Clark   | Norton     | +1 ronde  |        |
| 9   | Auguste Goffin | Norton     | +1 ronde  |        |
| 10  | Dennis Lashmar | BSA        | +1 ronde  |        |
| 11  | Phil Coureur   | Norton     | +1 ronde  |        |
| 12  | Raoul Gerrebos | Norton     | +1 ronde  |        |
| 13  | Bob Matthews   | Norton     | +1 ronde  |        |
| 14  | Tom McCleary   | Matchless  | +2 ronden |        |

| Coureur           | Merk       | Oorzaak    |
| ----------------- | ---------- | ---------- |
| Maurice Quincey   | Norton     |            |
| Georg Braun       | Horex      |            |
| Roland Schnell    | Horex      |            |
| Pierre Monneret   | Gilera     | Val        |
| Fergus Anderson   | Moto Guzzi |            |
| Reg Armstrong     | Gilera     |            |
| Enrico Lorenzetti | Moto Guzzi |            |
| Leo Simpson       | AJS        |            |
| Rod Coleman       | AJS        |            |
| Ray Amm           | Norton     | Mechanisch |

| Coureur          | Merk      | Oorzaak    |
| ---------------- | --------- | ---------- |
| Gordon Laing (†) | Norton    | Overleden  |
| Luigi Taveri     | Norton    |            |
| Jacques Collot   | Norton    |            |
| Bill Lomas       | MV Agusta |            |
| Cyril Julian     | Norton    |            |
| Derek Farrant    | AJS       |            |
| Dickie Dale      | MV Agusta | Teambeleid |
| Jack Brett       | Norton    |            |
| Tommy Wood       | Norton    |            |
| Alfredo Milani   | Gilera    |            |
| Carlo Bandirola  | MV Agusta | Teambeleid |
| Nello Pagani     | MV Agusta | Teambeleid |
| Umberto Masetti  | Gilera    |            |
| Rudy Allison     | Norton    |            |

### Top tien tussenstand 500cc-klasse
| Pos | Coureur         | Merk       | Ptn |
| --- | --------------- | ---------- | --- |
| 1   | Geoff Duke      | Gilera     | 14  |
| 2   | Ray Amm         | Norton     | 8   |
| 2   | Pierre Monneret | Gilera     | 8   |
| 4   | Alfredo Milani  | Gilera     | 6   |
| 4   | Ken Kavanagh    | Moto Guzzi | 6   |
| 6   | Jack Brett      | Norton     | 4   |
| 6   | Jacques Collot  | Norton     | 4   |
| 6   | Léon Martin     | Gilera     | 4   |
| 9   | Reg Armstrong   | Gilera     | 3   |
| 9   | Luigi Taveri    | Norton     | 3   |
| 9   | Bob McIntyre    | AJS        | 3   |

## 350cc-klasse
Het 350cc-team van Moto Guzzi had nog geen punt gescoord, hoewel zij het verst waren met de ontwikkeling van de stroomlijnkuipen waarvan ook de Moto Guzzi Monocilindrica 350 was voorzien. Ook de motor was volledig herzien, had nu dubbele bovenliggende nokkenassen die door een koningsas werden aangedreven. In België keerde het tij: Ken Kavanagh won voor zijn teamgenoot Fergus Anderson en Enrico Lorenzetti werd vierde. Hij moest Siegfried Wünsche met zijn tweetakt-DKW RM 350 voor laten gaan. De race werd ontsierd door de dood van Gordon Laing, die probeerde Ray Amm te volgen toen hij de gevallen Roy Godwin moest ontwijken. Daardoor kwam hij naast de baan terecht en kwam hij ten val. Anderson, die achter Amm en Laing reed, ging de pit in om de hulpverleners te waarschuwen, waardoor hij vijf plaatsen verloor. Na de race deelden vier man de koppositie in de WK-stand. Allemaal hadden ze een race gewonnen, maar verder geen enkel punt gescoord.
| Pos | Coureur           | Merk       | Tijd    | Punten |
| --- | ----------------- | ---------- | ------- | ------ |
| 1   | Ken Kavanagh      | Moto Guzzi | 56"56'3 | 8      |
| 2   | Fergus Anderson   | Moto Guzzi | +54'7   | 6      |
| 3   | Siegfried Wünsche | DKW        | +1"28'7 | 4      |
| 4   | Enrico Lorenzetti | Moto Guzzi | +2"06'7 | 3      |
| 5   | Leo Simpson       | AJS        |         | 2      |
| 6   | Bob McIntyre      | AJS        |         | 1      |
| 7   | Auguste Goffin    | Norton     |         |        |
| 8   | Peter Murphy      | AJS        |         |        |
| 9   | Keith Bryen       | Norton     |         |        |
| 10  | Maurice Quincey   | Norton     |         |        |

| Coureur      | Merk   | Oorzaak |
| ------------ | ------ | ------- |
| Gordon Laing | Norton | Val (†) |
| Roy Godwin   | Norton |         |
| Ray Amm      | Norton |         |

| Coureur         | Merk          |
| --------------- | ------------- |
| John Grace      | Norton        |
| Maurice Quincey | Norton        |
| Auguste Goffin  | Norton        |
| Firmin Dauwe    | Norton        |
| Georg Braun     | Schnell-Horex |
| Karl Hofmann    | DKW           |
| Jacques Collot  | Norton        |
| Pierre Monneret | AJS           |
| Bob Keeler      | Norton        |
| Bob Matthews    | Velocette     |
| Derek Farrant   | AJS           |
| Jack Brett      | Norton        |
| John Clark      | AJS           |
| Peter Davey     | Norton        |
| Alano Montanari | Moto Guzzi    |
| Duilio Agostini | Moto Guzzi    |
| Barry Stormont  | BSA           |
| Rod Coleman     | AJS           |

### Top tien tussenstand 350cc-klasse
| Pos | Coureur         | Merk       | Ptn |
| --- | --------------- | ---------- | --- |
| 1   | Rod Coleman     | AJS        | 8   |
| 1   | Pierre Monneret | AJS        | 8   |
| 1   | Ray Amm         | Norton     | 8   |
| 1   | Ken Kavanagh    | Moto Guzzi | 8   |
| 5   | Leo Simpson     | AJS        | 7   |
| 6   | Derek Farrant   | AJS        | 6   |
| 6   | Auguste Goffin  | Norton     | 6   |
| 6   | Jack Brett      | Norton     | 6   |
| 6   | Fergus Anderson | Moto Guzzi | 6   |
| 10  | Bob McIntyre    | AJS        | 5   |

## Zijspanklasse
Eric Oliver en Les Nutt wonnen hun derde Grand Prix op rij en leken nu al op een nieuwe wereldtitel af te stevenen. Wilhelm Noll en Fritz Cron hadden op de snelle baan van Spa-Francorchamps wel voordeel van de hoge topsnelheid van hun BMW, zij werden tweede met bijna een minuut voorsprong op Cyril Smith en Stanley Dibben.
| Pos | Coureur          | Bakkenist        | Merk   | Tijd   | Punten |
| --- | ---------------- | ---------------- | ------ | ------ | ------ |
| 1   | Eric Oliver      | Les Nutt         | Norton | 44"40" | 8      |
| 2   | Wilhelm Noll     | Fritz Cron       | BMW    | +45"   | 6      |
| 3   | Cyril Smith      | Stanley Dibben   | Norton | +1"43" | 4      |
| 4   | Fritz Hillebrand | Manfred Grunwald | BMW    | +2"33" | 3      |
| 5   | Walter Schneider | Hans Strauß      | BMW    | +2"34" | 2      |
| 6   | Julien Deronne   | Jules Nies       | BMW    | +3"08" | 1      |

| Coureur        | Bakkenist          | Merk     |
| -------------- | ------------------ | -------- |
| Ernst Kussin   | Franz Steidel      | Norton   |
| Hans Haldemann | Luigi Taveri       | Norton 1 |
| Loni Neußner   | Werner Öxner       | Norton   |
| Otto Schmid    | Otto Kölle         | Norton   |
| Willi Faust    | Karl Remmert       | BMW      |
| Jacques Drion  | Inge Stoll-Laforge | Norton   |
| René Bétemps   | André Drivet       | Norton   |
| Bill Boddice   | John Pirie         | Norton   |

### Top acht tussenstand zijspanklasse
(Slechts acht combinaties hadden al punten gescoord)
| Pos | Coureur          | Bakkenist          | Merk             | Ptn |
| --- | ---------------- | ------------------ | ---------------- | --- |
| 1   | Eric Oliver      | Les Nutt           | Norton-Watsonian | 24  |
| 2   | Wilhelm Noll     | Fritz Cron         | BMW              | 14  |
| 3   | Fritz Hillebrand | Manfred Grunwald   | BMW              | 12  |
| 4   | Cyril Smith      | Stanley Dibben     | Norton-Watsonian | 10  |
| 5   | Walter Schneider | Hans Strauß        | BMW              | 7   |
| 6   | Jacques Drion    | Inge Stoll-Laforge | Norton / BMW     | 3   |
| 7   | Bill Boddice     | John Pirie         | Norton           | 1   |
| 7   | Julien Deronne   | Jules Nies         | Norton           | 1   |

1921 · 1922 · 1923 · 1924 · 1925 · 1926 · 1927 · 1928 · 1929 · 1930 · 1931 · 1932 · 1933 · 1934 · 1935 · 1936 · 1937 · 1938 · 1939 · 1947 · 1948 · 1949 · 1950 · 1951 · 1952 · 1953 · 1954 · 1955 · 1956 · 1957 · 1958 · 1959 · 1960 · 1961 · 1962 · 1963 · 1964 · 1965 · 1966 · 1967 · 1968 · 1969 · 1970 · 1971 · 1972 · 1973 · 1974 · 1975 · 1976 · 1977 · 1978 · 1979 · 1980 · 1981 · 1982 · 1983 · 1984 · 1985 · 1986 · 1988 · 1989 · 1990